# كيس كوك
كيس كوك (بالهولندية: Kees Kok)‏ هو سياسي هولندي، ولد في 1 ديسمبر 1949 في خاودا في هولندا. حزبياً، نشط في حزب من أجل الحرية. وقد انتخب عضو مجلس الشيوخ في هولندا.